# Незцементована порода
Незцементована порода (рос. несцементированная порода, англ. unconsolidated rock, loose rock; нім. Lockergestein n) – гірська порода, яка легко руйнується, розсипається (галечник, лес, пісок, вулканічний попіл). 
Частинки (уламки) незцементованої породи не пов’язані між собою жодною цементуючою речовиною.